# Горека
Горе́ка (рос. Горека) — село у складі Ульотівського району Забайкальського краю, Росія. Входить до складу Горекацанського сільського поселення.

## Населення
Населення — 317 осіб (2010; 340 у 2002).
Національний склад (станом на 2002 рік):
- росіяни — 98 %